# Stylina
Stylina är ett släkte av svampar. Stylina ingår i familjen Graphiolaceae, ordningen Exobasidiales, klassen Exobasidiomycetes, divisionen basidiesvampar och riket svampar.
|         | Graphiola                          |
|         |                                    |
| Stylina | \| \| Stylina disticha \| \| \| \| |
|         | \| \| Stylina disticha \| \| \| \| |
|         | Stylina disticha                   |
|         |                                    |

|  | Stylina disticha |
|  |                  |